# Impacto Académico de las Naciones Unidas
Impacto Académico (United Nations Academic Impact), también conocido por su acrónimo UNAI, es una iniciativa de las Naciones Unidas para alinear las instituciones de educación superior, de becas y de la investigación con las Naciones Unidas y entre sí. 

## Introducción
En las palabras del Secretario General de las Naciones Unidas, Ban Ki-moon:
"Impacto Académico tiene como objetivo generar un movimiento mundial de las mentes para promover una nueva cultura de responsabilidad social intelectual. UNAI está animado por un compromiso con ciertos principios fundamentales. Entre ellos: la libertad de investigación, de opinión y de expresión; oportunidades educativas para todos, la ciudadanía global, la sostenibilidad y el diálogo”
Además, UNAI tiene por objeto apoyar la realización de los Objetivos de Desarrollo del Milenio (ODM), consentrándose en la relación recíproca entre la educación y el desarrollo sostenible.

## Historia
La iniciativa fue lanzada oficialmente el 18 de noviembre de 2010 por el Secretario General, Ban Ki-moon, en la Sede de las Naciones Unidas en Nueva York. En esta ocasión, subrayó el propósito de UNAI:
“Mediante el intercambio de ideas, a través de las fronteras y las disciplinas, podemos encontrar soluciones a los problemas interconectados que causan tanto sufrimiento. El cambio climático no es sólo una amenaza ambiental, es un problema que está estrechamente ligado a la pobreza. La pobreza no sólo tiene que ver con el empleo, está directamente relacionada con la seguridad alimentaria. La seguridad alimentaria tiene un impacto en la salud. La salud afecta a generaciones de niños. Los niños son la clave para nuestro futuro. Y la educación puede traer el progreso en todos estos frentes.”
Hasta ahora casi 600 instituciones en cerca de 100 países y más de 40 redes académicas se han unidos a la iniciativa.

## Los 10 Principios
Impacto Académico está informado por el compromiso de apoyar y hacer avanzar diez principios básicos:
1. El compromiso a los principios inherentes de la Carta de las Naciones Unidas como valores que la educación procura promover y cumplir.
2. El compromiso con los derechos humanos, entre ellos la libertad de investigación, de opinión y de expresión.
3. El compromiso de la oportunidad educativa para todas las personas independientemente de su género, raza, religión o etnia.
4. El compromiso de oportunidad para todas las personas interesadas de adquirir las habilidades y los conocimientos necesarios para el logro de su educación superior.
5. El compromiso de construir capacidad en los sistemas de educación superior de todo el mundo.
6. El compromiso de acrecentar la ciudadanía global a través de la educación.
7. El compromiso de promover la paz y la resolución de conflictos a través de la educación.
8. El compromiso de enfrentar los problemas de la pobreza a través de la educación.
9. El compromiso de promover la sustentabilidad a través de la educación.
10. El compromiso de promover el diálogo y el entendimiento intercultural y la desaparición de la intolerancia a través de la educación.

## UNAI en Acción
Cada institución participante debe mostrar su apoyo a uno de los 10 principios del UNAI a través de, por lo menos, una actividad anual que apoya y promueve la realización de este principio. Los ejemplos incluyen conferencias, publicaciones, actividades en línea, y sobre todo, los eventos que promueven el diálogo intercultural y el intercambio internacional de ideas.
UNAI ya estableció diversos canales de comunicación. Con el objectivo de mejorar el contacto y el diálogo con el mundo académico globalmente, UNAI usa los medios sociales como Facebook, o para el público chino, Sina.

Diez miembros del UNAI han sido designados puntos focales para los principios.
1. Los principios inherentes de la Carta de las Naciones Unidas – J.F. Oberlin University, Japon.
2. Los derechos humanos – Benedict College, EUA.
3. La oportunidad educativa para todos – Lahore University of Managemen Science, Pakistán.
4. La oportunidad para que todos obtiennen el educación superior – Hadassah College, Israel.
5. Construir capacidad en los sistemas de educación superior – Handong Global University, República de Corea.
6. La ciudadanía global – Lehigh University, EUA.
7. La paz y la resolución de conflictos – Universidad de Calcuta, India .
8. La pobreza – University of KwaZulu-Natal,  África del Sur.
9. La sustentabilidad – Black Sea University Network, Rumania.
10. El diálogo y el entendimiento intercultural, y la desaparición de la intolerancia – Escuela Politécnica Javeriana del Ecuador, Ecuador.

## Instituciones Participantes
Para obtener una lista de instituciones participantes, véase:
https://web.archive.org/web/20161227061847/http://academicimpact.org/currentmemberlist.pdf

## Literatura
Para obtener más información, consulte la revista UN Chronicle, Vol XLVII, Nr. 3, 2010.